# Emily w Paryżu
Emily w Paryżu – amerykański serial stworzony przez Darrena Stara dla platformy Netflix. W głównej roli występuje Lily Collins jako Emily Cooper, ambitna amerykańska specjalistka od marketingu, która przeprowadza się do Paryża, aby dostarczyć francuskiej firmie marketingowej perspektywę amerykańską. W Paryżu Emily stara się pokonać wyzwania związane z pracą, życiem miłosnym i przyjaźniami. W serialu występują równie Philippine Leroy-Beaulieu, Ashley Park, Lucas Bravo, Samuel Arnold, Bruno Gouery, Camille Razat, William Abadie i Lucien Laviscount.
Serial został wyprodukowany przez MTV Entertainment Studios i początkowo opracowany dla Paramount Network, gdzie w wrześniu 2018 roku otrzymał bezpośrednie zamówienie na serial. Jednak w lipcu 2020 roku serial został przeniesiony na platformę Netflix. Zdjęcia odbywają się w Île-de-France, głównie w Paryżu i jego przedmieściach, i rozpoczęły się w sierpniu 2019 roku.
Emily w Paryżu miało swoją premierę 2 października 2020 roku, spotykając się z mieszanymi recenzjami w Stanach Zjednoczonych oraz krytyką we Francji za negatywne stereotypowanie paryżan i Francuzów. W listopadzie 2020 roku serial został przedłużony przez Netflix na drugi sezon, który zadebiutował 22 grudnia 2021 roku. W styczniu 2022 roku Netflix ogłosił przedłużenie serialu na trzeci i czwarty sezon. Trzeci sezon miał premierę 21 grudnia 2022 roku. Czwarty sezon został wyemitowany w dwóch częściach; pierwsza miała premierę 15 sierpnia 2024 roku, a druga ukazała się 12 września 2024 roku.

## Fabuła
Emily w Paryżu opowiada o Emily Cooper, Amerykance z Chicago, która posiada tytuł magistra komunikacji. Przeprowadza się do Paryża, aby podjąć nową pracę, w której ma za zadanie wnieść amerykański punkt widzenia i wzmocnić obecność firmy na mediach społecznościowych w szanowanej francuskiej agencji marketingowej. W miarę jak stara się dostosować do wyzwań życia w Paryżu, zmaga się z różnicami kulturowymi, a jednocześnie stara się zbalansować karierę, nowe przyjaźnie i aktywne życie miłosne.

## Obsada

### Główna
- Lily Collins jako Emily Cooper
- Philippine Leroy-Beaulieu jako Sylvie
- Ashley Park jako Mindy Chen
- Lucas Bravo jako Gabriel
- Samuel Arnold jako Julien
- Bruno Gouery jako Luc
- Camille Razat jako Camille
- William Abadie jako Antoine Lambert
- Lucien Laviscount jako Alfie

### Drugoplanowa
- Kate Walsh jako Madeline
- Jean-Christophe Bouvet jako Pierre Cadault
- Charles Martins jako Mathieu Cadault
- Jeremy O. Harris jako Grégory Elliot Duprée
- Céline Menville jako Jacqueline
- Kevin Dias jako Benoît
- Jin Xuan Mao jako Étienne
- Søren Bregendal jako Erik de Groot
- Melia Kreiling jako Sofia Sideris
- Paul Forman jako Nicolas de Léon
- Thalia Besson jako Geneviève
- Eugenio Franceschini jako Marcello

### Gościnnie
- Charley Fouquet jako Catherine Lambert
- Camille Japy jako Louise
- Christophe Guybet jako Gerard
- Victor Meutelet jako Timothée
- Hanaé Cloarec-Bailly i Tytouan Cloarec-Bailly jako Sybil i Laurent Dupont
- Arnaud Viard jako Paul Brossard
- Roe Hartrampf jako Doug
- Claude Perron jako Patricia
- Eion Bailey jako Randy Zimmer
- Aleksandra Yermak jako Klara
- Julien Floreancig jako Thomas
- Carlson Young jako Brooklyn Clark
- Elizabeth Tan jako Li
- David Prat jako Théo
- Faith Prince jako Judith Robertson
- Isaiah Hodges i Christophe Tek jako Grey Space
- Arnaud Binard jako Laurent G.
- Daria Panchenko jako Petra
- Ellen Von Unwerth jako Ellen Von Unwerth
- Julien Looman jako Gerhard
- Alice Révérend jako Natalie
- Luca Ivoula jako Raphael
- Brigitte Macron jako Brigitte Macron

## Lista odcinków
| Seria | Seria | Odcinki | Odcinki          | Premiera            |
| ----- | ----- | ------- | ---------------- | ------------------- |
|       | 1     | 10      | 10               | 2 października 2020 |
|       | 2     | 10      | 10               | 22 grudnia 2021     |
|       | 3     | 10      | 10               | 21 grudnia 2022     |
|       | 4     | 10      | 5                | 15 sierpnia 2024    |
| 5     | 4     | 10      | 12 września 2024 |                     |
|       | 5     |         |                  | 18 grudnia 2025     |

### Sezon 1 (2020)
| Nr | #  | Tytuł                        | Tytuł polski                | Reżyseria      | Scenariusz                 | Premiera            |
| -- | -- | ---------------------------- | --------------------------- | -------------- | -------------------------- | ------------------- |
| 1  | 1  | Emily in Paris               | Emily w Paryżu              | Andrew Fleming | Darren Star                | 2 października 2020 |
| 2  | 2  | Masculin Féminin             | Męski rodzaj żeński         | Andrew Fleming | Darren Star                | 2 października 2020 |
| 3  | 3  | Sexy or Sexist               | Seksowne czy seksistowskie  | Andrew Fleming | Darren Star                | 2 października 2020 |
| 4  | 4  | A Kiss Is Just A Kiss        | Pocałunek i nic więcej      | Zoe Cassavetes | Kayla Alpert               | 2 października 2020 |
| 5  | 5  | Faux Amis                    | Faux amis                   | Zoe Cassavetes | Ali Waller i Joe Murphy    | 2 października 2020 |
| 6  | 6  | Ringarde                     | Prostaczka                  | Andrew Fleming | Matt Whitaker              | 2 października 2020 |
| 7  | 7  | French Ending                | Francuskie zakończenie      | Andrew Fleming | Emily Goldwyn i Sarah Choi | 2 października 2020 |
| 8  | 8  | Family Affair                | Sprawa rodzinna             | Andrew Fleming | Grant Sloss                | 2 października 2020 |
| 9  | 9  | An American Auction in Paris | Amerykańska aukcja w Paryżu | Peter Lauer    | Alison Brown               | 2 października 2020 |
| 10 | 10 | Cancel Couture               | Pokaz odwołany              | Peter Lauer    | Grant Sloss                | 2 października 2020 |

### Sezon 2 (2021)
| Nr | #  | Tytuł                                         | Tytuł polski                            | Reżyseria          | Scenariusz   | Premiera        |
| -- | -- | --------------------------------------------- | --------------------------------------- | ------------------ | ------------ | --------------- |
| 11 | 1  | Voulez-Vous Coucher Avec Moi?                 | Voulez-Vous Coucher Avec Moi?           | Andrew Fleming     | Darren Star  | 22 grudnia 2021 |
| 12 | 2  | Do You Know the Way to St. Tropez?            | Którędy do Saint-Tropez?                | Andrew Fleming     | Grant Sloss  | 22 grudnia 2021 |
| 13 | 3  | Bon Anniversaire!                             | Bon Anniversaire!                       | Andrew Fleming     | Alison Brown | 22 grudnia 2021 |
| 14 | 4  | Jules and Em                                  | Jules i Em                              | Peter Lauer        | Joe Murphy   | 22 grudnia 2021 |
| 15 | 5  | An Englishman in Paris                        | Anglik w Paryżu                         | Katina Medina Mora | Sarah Choi   | 22 grudnia 2021 |
| 16 | 6  | Boiling Point                                 | Punkt wrzenia                           | Katina Medina Mora | Alison Brown | 22 grudnia 2021 |
| 17 | 7  | The Cook, the Thief, Her Ghost, and His Lover | Kucharz, złodziej, duch i jego kochanka | Jennifer Arnold    | Joe Murphy   | 22 grudnia 2021 |
| 18 | 8  | Champagne Problems                            | Szampańskie problemy                    | Jennifer Arnold    | Darren Star  | 22 grudnia 2021 |
| 19 | 9  | Scents & Sensibility                          | Zapach pieniędzy                        | Andrew Fleming     | Sarah Choi   | 22 grudnia 2021 |
| 20 | 10 | French Revolution                             | Rewolucja francuska                     | Andrew Fleming     | Grant Sloss  | 22 grudnia 2021 |

### Sezon 3 (2022)
| Nr | #  | Tytuł                              | Tytuł polski                     | Reżyseria          | Scenariusz   | Premiera        |
| -- | -- | ---------------------------------- | -------------------------------- | ------------------ | ------------ | --------------- |
| 21 | 1  | I Have Two Lovers                  | Miłości mam dwie                 | Andrew Fleming     | Grant Sloss  | 21 grudnia 2022 |
| 22 | 2  | What's It All About...             | O co tutaj chodzi..              | Andrew Fleming     | Alison Brown | 21 grudnia 2022 |
| 23 | 3  | Coo D'état                         | Knowania                         | Andrew Fleming     | Joe Murphy   | 21 grudnia 2022 |
| 24 | 4  | Live from Paris, It's Emily Cooper | Na żywo z Paryża — Emily Cooper  | Erin Ehrlich       | Sarah Choi   | 21 grudnia 2022 |
| 25 | 5  | Ooo La La Liste                    | Ooo La La Liste                  | Erin Ehrlich       | Robin Schiff | 21 grudnia 2022 |
| 26 | 6  | Ex-en-Provence                     | Prowansalski powrót              | Peter Lauer        | Liz Eney     | 21 grudnia 2022 |
| 27 | 7  | How to Lose a Designer in 10 Days  | Jak stracić projektanta w 10 dni | Katina Medina Mora | Joe Murphy   | 21 grudnia 2022 |
| 28 | 8  | Fashion Victim                     | Ofiara mody                      | Katina Medina Mora | Alison Brown | 21 grudnia 2022 |
| 29 | 9  | Love Is in the Air                 | Miłość jest w powietrzu          | Andrew Fleming     | Grant Sloss  | 21 grudnia 2022 |
| 30 | 10 | Charade                            | Gierki                           | Andrew Fleming     | Darren Star  | 21 grudnia 2022 |

### Sezon 4 (2024)
| Nr      | #       | Tytuł                   | Tytuł polski                      | Reżyseria      | Scenariusz                      | Premiera         |
| Część 1 | Część 1 | Część 1                 | Część 1                           | Część 1        | Część 1                         | Część 1          |
| ------- | ------- | ----------------------- | --------------------------------- | -------------- | ------------------------------- | ---------------- |
| 31      | 1       | Break Point             | Przełamanie                       | Andrew Fleming | Grant Sloss                     | 15 sierpnia 2024 |
| 32      | 2       | Love on the Run         | Miłość na gigancie                | Andrew Fleming | Alison Brown                    | 15 sierpnia 2024 |
| 33      | 3       | Masquerade              | Maskarada                         | Andrew Fleming | Joe Murphy                      | 15 sierpnia 2024 |
| 34      | 4       | The Grey Area           | W odcieniach szarości             | Peter Lauer    | Prathi Srinivasan & Joshua Levy | 15 sierpnia 2024 |
| 35      | 5       | Trompe l'oeil           | Trompe l'oeil                     | Erin Ehrlich   | Joe Murphy                      | 15 sierpnia 2024 |
| Część 2 |         |                         |                                   |                |                                 |                  |
| 36      | 6       | Last Christmas          | Ostatnie święta                   | Erin Ehrlich   | Grant Sloss                     | 12 września 2024 |
| 37      | 7       | Lost in Translation     | Między słowami                    | Peter Lauer    | Alison Brown                    | 12 września 2024 |
| 38      | 8       | Back on the Crazy Horse | Powrót do Crazy Horse             | Andrew Fleming | Liz Eney & Joe Murphy           | 12 września 2024 |
| 39      | 9       | Roman Holiday           | Rzymskie wakacje                  | Andrew Fleming | Grant Sloss & Robin Schiff      | 12 września 2024 |
| 40      | 10      | All Roads Lead to Rome  | Wszystkie drogi prowadzą do Rzymu | Andrew Fleming | Darren Star                     | 12 września 2024 |

## Produkcja

### Rozwój projektu
Serial został stworzony przez Darrena Stara, który ma wieloletnią umowę ogólną z ViacomCBS i rozwija projekty zarówno dla ViacomCBS, jak i dla zewnętrznych nabywców za pośrednictwem MTV Entertainment Studios. Star miał również pełnić rolę producenta wykonawczego wraz z Tonym Hernandezem. Jax Media miało uczestniczyć w produkcji jako producent. 5 września 2018 roku ogłoszono, że Paramount Network zamówiło produkcję pierwszego sezonu składającego się z 10 odcinków. 13 lipca 2020 roku poinformowano, że serial zostanie przeniesiony z Paramount Network na Netflix. 11 listopada 2020 roku Netflix odnowił serial na drugi sezon. 10 stycznia 2022 roku Netflix odnowił serial na trzeci i czwarty sezon.

### Casting
3 kwietnia 2019 roku Lily Collins została obsadzona w tytułowej roli. 13 sierpnia 2019 roku do głównej obsady dołączyła Ashley Park. 19 września 2019 roku Philippine Leroy-Beaulieu, Lucas Bravo, Samuel Arnold, Camille Razat i Bruno Gouery dołączyli do obsady w rolach głównych, podczas gdy Kate Walsh, William Abadie i Arnaud Viard zostali obsadzeni w rolach drugoplanowych. 24 maja 2021 roku Lucien Laviscount został obsadzony w roli drugoplanowej, a Abadie został awansowany do stałej obsady w drugim sezonie. 10 kwietnia 2022 roku Laviscount awansował do stałej obsady serialu na trzeci sezon.

### Zdjęcia
Główne zdjęcia do pierwszego sezonu, w Paryżu i jego okolicach, rozpoczęły się w sierpniu 2019 roku. Dodatkowe zdjęcia miały miejsce w Chicago w listopadzie 2019 roku.
Wiele scen jest kręconych na Place de l'Estrapade w 5. dzielnicy Paryża, w tym w miejscu, gdzie znajduje się mieszkanie Emily, restauracja („Les Deux Compères”) oraz piekarnia („La Boulangerie Moderne”). Niektóre sceny są również kręcone w Cité du Cinéma, kompleksie studiów filmowych w Saint-Denis. W serialu pojawiają się również słynne paryskie miejsca, takie jak Le Grand Véfour, Pont Alexandre III, Palais Garnier, Atelier des Lumières, Rue de l'Abreuvoir, Jardin du Luxembourg, Jardin du Palais-Royal, Café de Flore oraz Panteon. Jeden z odcinków został również nakręcony w Château de Sonnay w departamencie Indre-et-Loire.
Zdjęcia do drugiego sezonu rozpoczęły się 3 maja 2021 roku i zakończyły 19 lipca 2021 roku. Nowe lokalizacje filmowe w drugim sezonie obejmują Monnaie de Paris, Musée des Arts Forains, Huatian Chinagora, Saint-Tropez, Pałac Wersalski, Villefranche-sur-Mer, Grand-Hôtel du Cap-Ferrat oraz inne miejsca we Francji. Kręcenie drugiego sezonu w Paryżu spowodowało problemy w 5. dzielnicy, gdzie mieszkańcy uznali ekipę filmową za brutalną, zagrażającą i zbyt natrętną. Lily Collins stwierdziła, że akcja drugiego sezonu rozgrywa się w świecie wolnym od COVID-19, ponieważ producenci zdecydowali się zapewnić widzom ucieczkę od rzeczywistości poprzez radość i śmiech. W scenach z tłumem maseczki były zdejmowane na czas kręcenia i zakładane ponownie po zakończeniu scen, co według Collins było trudne do zrealizowania. Zdjęcia do trzeciego sezonu rozpoczęły się w czerwcu 2022 roku. 6 czerwca 2023 roku poinformowano, że zdjęcia do czwartego sezonu zostały opóźnione z powodu strajku scenarzystów. Kręcenie czwartego sezonu rozpoczęło się 19 stycznia 2024 roku.

### Ścieżka dźwiękowa
W październiku 2020 roku wykonanie utworu „La Vie en rose” przez Ashley Park, śpiewane a cappella przez postać Mindy Chen w szóstym odcinku, zadebiutowało na pierwszym miejscu listy Billboard Top TV Songs. Utwór „Moon” Kid Francescoli, który pojawił się w czwartym odcinku, zadebiutował na czwartym miejscu, a „Burst Into Flames” Cavale z dziesiątego odcinka zadebiutował na siódmym miejscu tej listy. Alter K, francuski wydawca i dystrybutor muzyki, wniósł znaczący wkład do ścieżki dźwiękowej, z której połowa utworów pochodzi z jego katalogu. James Newton Howard skomponował muzykę tematyczną i ścieżkę dźwiękową do serialu.